# Underclocking
Underclocking - zmniejszenie częstości zegara procesora, jest przeciwieństwem overclockingu. Obniżanie taktowania ma na celu zmniejszenie wydzielania ciepła, a w efekcie oszczędzanie energii i cichszej pracy układu chłodzenia. Metoda jest adresowana głównie do ludzi bardzo wyczulonych na hałas dobiegający z obudowy komputera lub dla urządzeń mobilnych w celu wydłużenia ich działania na baterii.